# Parafia Najświętszego Serca Jezusowego w Warszawie
Parafia Najświętszego Serca Jezusowego w Warszawie – parafia rzymskokatolicka należąca do dekanatu praskiego, diecezji warszawsko-praskiej, metropolii warszawskiej Kościoła katolickiego, w Warszawie. Obsługiwana przez księży salezjanów. Od 1 sierpnia 2023 roku proboszczem parafii i kustoszem Bazyliki-Sanktuarium NSJ jest ks. mgr lic. Adam Wtulich SDB.

## Historia
Parafia została erygowana w 1919. 

### Kościół parafialny
Kościół parafialny zbudowany w latach 1907–1923, został zaprojektowany przez Łukasza Wolskiego i Hugona Kuderę. Wzorowany jest częściowo na rzymskiej bazylice św. Pawła za Murami.